# رالف ريد
رالف ريد (بالإنجليزية: Ralph Reed)‏ هو شخصية أعمال أمريكي، ولد في 1889، وتوفي في 21 يناير 1968.